# Козлов Олександр Сергійович
Олександр Сергійович Козлов (рос. Александр Сергеевич Козлов; нар. 19 березня 1993, Москва, Росія — пом. 15 липня 2022) — російський футболіст, нападник.

## Клубна кар'єра
Вихованець СДЮШОР московського «Спартака». Із 15 років розпочав виступати за дубль. 2008 року на фінальному турнірі чемпіонату Росії серед гравців 1992 року народження отримав приз глядацьких симпатій. У 2009 році у складі команди «Спартака» 1993 року народження брав участь у міжнародному турнірі в Алматі, де став найрезультативнішим гравцем, відзначився у 4-х матчах 14 голів. Взяв участь у Турнірі Віареджо 2009, на якому відзначився двома голами в поєдинку проти «Насьйоналя». У тому ж році Козлов підписав контракт із агентом, який мав великий вплив на форварда і наполягав на відході гравця зі «Спартака». Через це Олександр наприкінці року майже перестав проводити тренування.
25 квітня 2010 року дебютував в основному складі команди в матчі з клубом «Спартак-Нальчик», замінив на 84-й хвилині Жано; гра завершилася внічию 0:0. У грі 10-го туру з «Аланією» Козлов був збитий у штрафному майданчику, за що отримав жовту картку від арбітра зустрічі Володимира Петтая; головний тренер «Спартака» Валерій Карпін назвав рішення судді невірним. У червні отримав мікронадрив м'яза стегна, через що не тренувався 2 тижні, після чого повернувся до складу. 12 жовтня отримав травму у матчі з юнацькою збірною України. 30 жовтня 2010 року в матчі проти «Ростова» заробив пенальті, який реалізував його партнер за командою Ейден Макгіді, що врятувало «Спартак» від нічиєї, матч закінчився з рахунком 2:1. 4 листопада дебютував у Лізі чемпіонів у поєдинку з «Челсі». Таким чином, у своєму дебютному сезоні, ще будучи неповнолітнім, йому вдалося зіграти 12 матчів у Прем'єр-лізі, хоча в усіх матчах виходив з лави запасних.
На думку Валерія Карпіна, головного тренера «Спартака», «завдатки у хлопця є, але щоб у 17-18 років увірватися до основного складу „Спартака“, треба бути, умовно кажучи, Марадоною чи Мессі, мати винятковий талант. Козлов продовжує працювати, удосконалюватись». 11 червня 2011 року вийшов на поле в матчі з «Рубіном» і зміг створити найнебезпечніший момент у матчі, який, однак, не реалізував Павло Яковлєв. 14 серпня відзначився першим голом за «Спартак», вразивши ворота «Анжи».
6 серпня 2012 року орендований «Хімками». Наступні три роки виступав переважно за московський «Спартак-2»
Сезон 2014/15 років пропустив через тяжку травму коліна, отриману під час зимового збору «Спартака-2» в Туреччині.
20 червня 2016 року підписав 2-річний контракт з клубом ФНЛ «Тосно», проте, провів за клуб два матчі, а два місяці по тому перейшов у воронезький «Факел».
6 січня 2017 року підписав 1-річний контракт із казахстанським клубом «Окжетпес». Регулярно грав в основному складі (відзначився 4-ма голами в 28-ми матчах), але команда зайняла останнє місце в Прем'єр-Лізі та понизилася в класі. 21 лютого 2018 року повернувся до Росії та підписав контракт з «Тюменню». Потім виступав за «Хімки», у футболці яких провів 6 матчів та відзначився одним голом (у програному 2:4 поєдинку проти «Краснодара-2»). У лютому 2019 року перейшов до аматорського клубу «Арарат» (москва). У сезоні 2019/20 років грав у чемпіонаті Вірменії за єреванський «Арарат». У жовтні 2020 року став вільним агентом, а 5 місяців по тому перейшов до фейкового клубу «Алустон-ЮБК» з чемпіонату окупованого клубу. Влітку 2022 року погодив контракт з красногорським «Зорким».
Помер 15 липня 2022 року. За попередніми даними, у нього відірвався тромб під час тренування. За словами президента аматорської футбольної команди «БроукБойз» Дмитра Єгорова, Козлов помер на масажному столі.

## Кар'єра в збірній
Виступав за юнацькі збірні Росії різних вікових категорій, у футболці яких відзначився 37-ма голами.
6 квітня 2011 року забив гол, який приніс юнацькій збірній Росії перемогу над однолітками зі збірної Італії.
14 листопада 2012 року дебютував у молодіжній збірній, зіграв перший тайм товариського матчу проти однолітків зі Словаччини, відзначився двома голами, які вирішили долю матчу. 26 березня 2013 року зіграв свій перший офіційний матч за російську молодіжку, у кваліфікації молодіжного чемпіонату 2015 року проти Андорри. Зіграв 8 матчів за молодіжну збірну Росії, в яких відзначився трьома голами.
31 травня 2013 року потрапив до розширеного списку студентської збірної Росії для участі у Всесвітній Універсіаді в Казані, але до остаточного списку гравців не потрапив.

## Статистика виступів

### Клубна
| Сезон                           | Команда                         | Чемпіонат                       | Чемпіонат | Чемпіонат | Нац. кубок | Нац. кубок | Нац. кубок | Конт. кубок | Конт. кубок | Конт. кубок | Загалом | Загалом |
| Сезон                           | Команда                         | Змаг                            | Матчі     | Голи      | Змаг       | Матчі      | Голи       | Змаг        | Матчі       | Голи        | Матчі   | Голи    |
| ------------------------------- | ------------------------------- | ------------------------------- | --------- | --------- | ---------- | ---------- | ---------- | ----------- | ----------- | ----------- | ------- | ------- |
| 2010                            | «Спартак» (Москва)              | ПЛ                              | 12        | 0         | КР         | 1          | 0          | ЛЧУ+ЛЄУ     | 2+1         | 0+0         | 16      | 0       |
| 2011-2012                       | «Спартак» (Москва)              | ПЛ                              | 8         | 1         | КР         | 1          | 0          | ЛЄУ         | 1           | 0           | 10      | 1       |
| сер-вер 2012                    | «Хімки»                         | ПФНЛ                            | 4         | 0         | КР         | 0          | 0          | -           | -           | -           | 4       | 0       |
| вер 2012-2013                   | «Спартак» (Москва)              | ПЛ                              | 1         | 0         | КР         | 0          | 0          | ЛЧУ         | 1           | 0           | 2       | 0       |
| 2015-2016                       | «Спартак» (Москва)              | ПЛ                              | 1         | 0         | КР         | 0          | 0          | -           | -           | -           | 1       | 0       |
| Загалом за «Спартак» (Москва)   | Загалом за «Спартак» (Москва)   | Загалом за «Спартак» (Москва)   | 22        | 1         |            | 2          | 0          |             | 5           | 0           | 29      | 1       |
| 2013-2014                       | «Спартак-2» (Москва)            | ППФЛ                            | 19        | 9         | -          | -          | -          | -           | -           | -           | 19      | 9       |
| 2014-2015                       | «Спартак-2» (Москва)            | ППФЛ                            | 1         | 0         | -          | -          | -          | -           | -           | -           | 1       | 0       |
| 2015-2016                       | «Спартак-2» (Москва)            | ППФЛ                            | 16        | 1         | -          | -          | -          | -           | -           | -           | 16      | 1       |
| Загалом за «Спартак-2» (Москва) | Загалом за «Спартак-2» (Москва) | Загалом за «Спартак-2» (Москва) | 36        | 10        |            | 0          | 0          |             | 0           | 0           | 36      | 10      |
| лип-сер 2016                    | «Тосно»                         | ПФНЛ                            | 2         | 0         | КР         | 0          | 0          | -           | -           | -           | 2       | 0       |
| сер 2016-січ 2017               | «Факел»                         | ПФНЛ                            | 15        | 0         | КР         | 1          | 0          | -           | -           | -           | 16      | 0       |
| 2017                            | «Окжетпес»                      | ПЛ                              | 28        | 4         | КК         | ?          | ?          | -           | -           | -           | 28+     | 4+      |
| лют.-чер 2018                   | «Тюмень»                        | ПФНЛ                            | 5         | 0         | КР         | 0          | 0          | -           | -           | -           | 5       | 0       |
| 2018-січ 2019                   | «Хімки»                         | ПФНЛ                            | 6         | 1         | КР         | 1          | 0          | -           | -           | -           | 7       | 1       |
| Загалом за «Хімки»              | Загалом за «Хімки»              | Загалом за «Хімки»              | 10        | 1         |            | 1          | 0          |             | -           | -           | 11      | 1       |
| 2019-2020                       | «Арарат» (Єреван)               | ЧВ                              | 19        | 4         | КВ         | 1          | 0          | -           | -           | -           | 20      | 4       |
| Усього за кар'єру               | Усього за кар'єру               | Усього за кар'єру               | 145       | 21        |            | 5+         | 0+         |             | 5           | 0           | 155+    | 21+     |

## Досягнення
«Спартак» (Москва)
- Прем'єр-ліга Росії
  -  Срібний призер (1): 2011/12

«Спартак-2» (Москва)
- Перший дивізіон Росії (зона «Захід»)
  -  Чемпіон (1): 2014/15